# Salterio

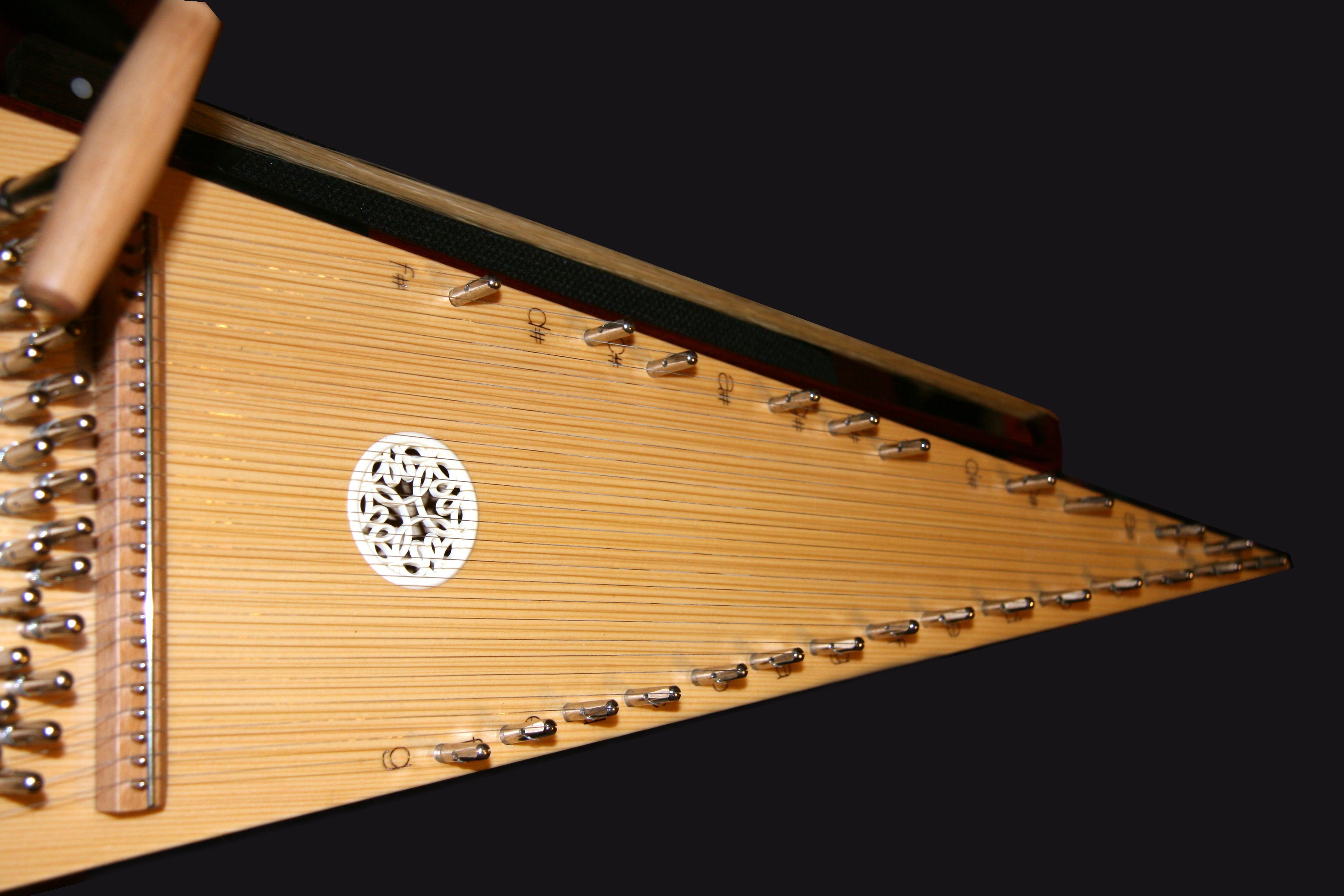
Dreieckiges Salterio

Salterio (italienisch und spanisch) war hauptsächlich im 18. Jahrhundert eine in Italien und Spanien verbreitete Kastenzither, deren Saiten entweder gezupft (Psalterium) oder geschlagen wurden (Hackbrett).

## Geschichte
Der Name ist vom mittelalterlichen „Psalterium“ abgeleitet, was Zupfinstrument bedeutet. Im italienischen Schrifttum taucht das Instrument erstmals 1723 im Instrumentenkundebuch Gabinetto Armonico des römischen Gelehrten Filippo Bonanni im Rahmen der Behandlung von Hackbrettern auf. Mangels eines korrekten italienischen Terminus erscheinen diese unter psalterio diverso.
Über das in Italien gebräuchliche Salterio (l'ordinario usato in Italia) schreibt er ausdrücklich, dass es entweder gezupft oder con le bacchete geschlagen würde. Ein großer Meister dieses Instruments sei derzeit der Geistliche Florido Ubaldi aus Città di Castello. Diese schriftlichen Hinweise sind über Jahrzehnte hinweg die einzigen geblieben. Auf das Jahr 1770 ist dann ein kleiner Traktat von Giambattista Dall’Olio datiert, der die Spieltechnik auf dem Salterio behandelt. In ihm ist allerdings ausschließlich vom Zupfen die Rede, und zwar mit Hilfe von penne de'ditali, die man sich an je drei Fingern der Hände ansteckt.
Eine wesentlich weitere Einsicht als diese spärlichen schriftlichen Quellen gewähren uns Notenhandschriften aus italienischen Archiven und Instrumentensammlungen. Die Noten zeigen, dass das Salterio häufig als Begleitinstrument in der Kirchenmusik Verwendung fand, ab etwa 1750 aber auch zunehmend solistisch im weltlichen Bereich aufgetreten ist. Die auffälligste Erscheinung in der Kirchenmusik war Girolamo Chiti (1679–1759), ab 1726 Kapellmeister im Lateran. In seinen geistlichen Vokalwerken war als Begleitung neben Orgel und Violinen nicht selten auch ein Salterio vorgesehen. Einige dieser Werke sind sogar datiert, und zwar auf die Jahre 1728, 1730, 1731, 1733 und 1737. In der Oper hatte Antonio Vivaldi es bereits 1724 in der Arie Ho nel petto un cor si forte seiner Oper Giustino eingesetzt.
Um 1770 scheint es in Mailand besonders stark in Mode gekommen zu sein – Sonaten für Salterio sind erhalten von C. Monza, M. Chiesa und Gio. Aber. Aus der großen Zahl noch vorhandener Salterii vor allem in den diversen italienischen Museen ergibt sich, dass das Instrument nicht sehr selten gewesen sein kann. Datierungen reichen von 1706 bis 1785, die geographische Herkunft von Rom bis Mailand.
Salterii sind im 18. Jahrhundert auch in relativ großer Zahl in Spanien anzutreffen. Trotz guter Forschungslage fehlen jegliche Belege für die erste Jahrhunderthälfte. Es ist also anzunehmen, dass sie unter italienischem Einfluss entstanden sind.
Im Zuge der historischen Aufführungspraxis wurden seit 1990 Nachbauten dieser Instrumente angefertigt. Ein großes Interesse dafür bestand vor allem am ehemaligen Richard-Strauss-Konservatorium München. 1998 hatte sich Cecilia Bartoli in den Kopf gesetzt, Vivaldis Arie auf CD einzuspielen. Dies war nur durch die Hinzuziehung eines Salteriospielers aus dem Norden (Bayern/Österreich) möglich. Die erste CD mit dem Nachbau eines barocken Salterios erschien 1996 (Il Salterio mit Birgit Stolzenburg am Salterio, Josef Hornsteiner an Laute und Gitarre). 2009 folgte die CD Duo con Fuoco mit Sabine Kadner am Salterio und Eva-Maria Wende an der Laute, 2011 die CD Gioco di Salterio mit Birgit Stolzenburg, Josef Hornsteiner und Marion Treupel-Franck auf der Traversflöte.

## Beschreibung
Viele historische Exemplare sind reich dekoriert, angefangen von vergoldeten Zierleisten und Stegen bis hin zu üppigen Bemalungen. Die meist drei- oder viersaitigen Chöre sind im linken Spielbereich über Teilungsstege geführt, rechts befinden sich ungeteilte Chöre. Der Tonumfang betrug mindestens zweieinhalb Oktaven aufbauend auf dem Ton g.
Aus dem Gesamtbestand sei hier exemplarisch auf das Instrument eines Saverio Cesario (laut Inschrift am 14. November 1753 fertiggestellt) verwiesen, das sich unter der Inv. Nr. 1956–474 im Historischen Museum Basel befindet. Das Corpus hat folgende Maße: Untere Länge 77 cm, obere Länge 42 cm, Schenkellänge 37 cm, Höhe 9,5 cm. Es hat heute keine Saiten mehr, am Stimmstock sind jedoch noch 14 Wirbelreihen zu je fünf Wirbeln und zehn Wirbelreihen zu je vier erhalten. Auf den Resonanzboden ist eine Lautenspielerin in Gesellschaft von vier Cherubim aufgemalt. Intensive Recherchen nach dem Namen des Erbauers erbrachten kein Ergebnis; das Instrument ist innerhalb Italiens also nicht weiter lokalisierbar.